# Gengis Khan
(Famosa frase attribuita a Gengis Khan)
Genghis Khān (o , o Chinggis; in mongolo Чингис хаан, Čingis khaan; nato come Temüjin Borjigin, in mongolo: ᠲᠡᠮᠦᠵᠢᠨ, in cirillico: Тэмүжин; alto corso dell'Onon, 16 aprile 1162 – Yinchuan, 18 agosto 1227) è stato un condottiero e sovrano mongolo.
Dopo aver unificato le tribù mongole e turche, creò l'Impero mongolo uno degli imperi più grandi del mondo che, sotto di lui, arrivò dalla zona settentrionale della Cina fino alla Persia nord-orientale. Con i suoi successori arrivò alla conquista della maggior parte dell'Asia centrale, dell'intera Cina, della Rus' di Kiev, della Persia, del Medio Oriente e di parte dell'Europa orientale, dando vita, anche se per breve tempo, al più vasto impero terrestre, per continuità territoriale, della storia umana. Fu sepolto in Mongolia, in un luogo imprecisato.
Gengis Khan e il suo impero hanno una temibile reputazione infatti fu molto temuto, nelle storie locali dei Paesi in cui passarono le sue truppe. Molti cronisti medievali e storici moderni descrivono le conquiste di Gengis Khan come distruzione su scala senza precedenti, tali da causare un drastico calo della popolazione a causa di stermini di massa e carestia. Una stima prudente parla di circa quattro milioni di civili (mentre altre cifre vanno da quaranta a sessanta milioni) che persero la vita a causa delle sue campagne militari. Al contrario, i buddisti uiguri del regno di Qocho, che lasciò volentieri l'impero dei Kara Khitay per diventare vassallo dei Mongoli, lo vedevano come un liberatore. Gengis Khan è stato anche ritratto positivamente dalle prime fonti del Rinascimento in segno di rispetto per la grande diffusione della cultura, della tecnologia e delle idee sotto l'impero mongolo, ma anche per aver afflitto il mondo islamico. Alla fine della vita del Gran Khan, l'impero mongolo occupò una parte sostanziale dell'Asia centrale e della Cina. Grazie ai suoi eccezionali successi militari, Gengis Khan è considerato come uno dei più grandi conquistatori di tutti i tempi (insieme ad altre grandi personalità storiche come Alessandro Magno, Saladino, Giulio Cesare, Attila, Carlo Magno e Napoleone).
Oltre ai suoi successi militari, Gengis Khan fece progredire l'impero mongolo anche in altri modi. Decretò l'adozione della scrittura uigura come sistema di scrittura dell'impero mongolo. Praticò la meritocrazia e incoraggiò la tolleranza religiosa nell'impero mongolo, unificando le tribù nomadi del nord-est asiatico. Gli attuali Mongoli lo considerano il padre fondatore della Mongolia. È anche accreditato di aver costituito un ambiente politico omogeneo per l'intera via della seta. Ciò ha facilitato le comunicazioni e gli scambi commerciali tra l'Asia nordorientale, l'Asia sudoccidentale musulmana e l'Europa cristiana, ampliando gli orizzonti culturali di tutte e tre le aree.

## Biografia

### La nascita
I primi anni di vita di Gengis Khan sono poco noti e controversi perché descritti solamente dopo la sua morte. L'anno di nascita è incerto: alcuni storici propongono il 1155 e altri il 1167, mentre le cronache cinesi indicano il 1162.
La madre Hoelun, della tribù dei Merkit, da poco sposata con Yeke-Ciledu, fratello minore del capo della tribù dei Merkit, era stata rapita in una scorreria organizzata da Yesugei con l'aiuto dei suoi fratelli, Nekun-taiji e Daritai. Yesugei era il capo del clan Borjigin della tribù dei Kereiti, Mongoli praticanti il cristianesimo nestoriano. I due ebbero un primo figlio (ne ebbero altri quattro: i tre maschi Qasar, Qachiun e Temüge e la femmina Tamülün), cui diedero il nome di Temüjin, in onore di un valoroso capitano tartaro che il padre aveva appena catturato in battaglia. Secondo alcuni, il nome deriva da tomor ("ferro").
Temüjin sarebbe nato tra le montagne della provincia del Hėntij, precisamente sul Deluun Boldog ("colle della malinconia"), che si trova vicino al monte sacro Burhan Haldun, lungo le rive del fiume Onon e vicino al fiume Hėrlėn, presso Lamyn Uhaa (pressappoco l'attuale sum di Bindėr, non lontano da Ulaan Baataar); altri pensano che Gengis Khan fosse nato vicino a Dadal. Secondo la tradizione mongola, Gengis Khan nacque "il giorno chiaro del primo mese dell'estate dell'anno del cavallo d'acqua del terzo ciclo" (ogni ciclo del calendario mongolo durava 60 anni) e venne alla luce stringendo nel piccolo pugno un grumo di sangue, segno che il suo destino sarebbe stato quello di un grande guerriero.

### Infanzia
Quando Gengis Khan aveva nove anni, suo padre Yesugei decise che era giunto il tempo di organizzare il futuro matrimonio di suo figlio: convinto che fra i parenti della moglie avrebbe trovato una degna consorte, partì verso est e durante il viaggio incontrò una coppia di genitori del suo stesso clan (gli Ungrat), la cui figlia, Börte, era poco più grande di Temüjin. Dopo un breve colloquio con il padre Dai Seshen, desideroso di dargli la figlia in sposa, Yesugei si convinse a lasciare Temüjin presso la famiglia. Sulla via del ritorno, Yesugei incontrò presso il monte Chekcher un gruppo di tartari, con cui banchettò seguendo le usanze locali; tre giorni dopo morì avvelenato. Hoelun doveva badare, oltre ai suoi cinque figli, anche ai due avuti dal marito da un'altra donna (Bekter e Belgutai) senza la protezione dei parenti, che non le diedero la minima assistenza. La donna insegnò ai suoi figli a procurarsi del cibo costruendo reti e altri strumenti per pescare.
Temüjin strinse amicizia con un ragazzo di nome Jamuka, figlio di un capoclan, con cui iniziò la consuetudine di scambiarsi dei regali diventando come fratelli di sangue. Intanto la rivalità con Bekter portò quest'ultimo a rubare la preda (un'allodola) dell'allora tredicenne Temujin, al quale nulla valse lamentarsi con la madre. Decise quindi di vendicarsi con l'ausilio di suo fratello, l'undicenne Khasar, uccidendo il fratellastro che stava sorvegliando del bestiame.
In seguito i Taciuti intervennero alla ricerca di Temüjin, guidati da Targutai: il ragazzo fuggì nel vicino bosco insieme ai suoi fratelli, per nove giorni e nove notti lo inseguirono fino alla cattura, avvenuta in quanto si arrese per la fame. Il prigioniero fu sottoposto alla kanga, una gogna di legno che lo avrebbe immobilizzato fino a nuovo ordine. Temüjin approfittò di una distrazione generale per colpire l'uomo posto di guardia con la kanga, fuggendo così dall'accampamento. Nel suo girovagare venne aiutato da Sorqan-shira, uno degli uomini che lo stavano seguendo, e dai suoi figli, i quali gli tolsero il marchingegno che indossava.
Un anno dopo le ricchezze della famiglia erano leggermente aumentate: possedevano nove cavalli e del bestiame; tuttavia quasi tutti i cavalli vennero rubati, tranne uno su cui era salito per la caccia Belgutai. Temüjin decise di seguire i ladri, e dopo tre giorni incontrò un ragazzo di nome Bogorchu, della stirpe degli Arulati, che decise di partire con lui. Dopo altri tre giorni recuperarono il maltolto senza uccidere i colpevoli datisi ormai alla fuga. Ritornati nella tenda di Bogorchu, egli rifiutò qualunque ricompensa per l'aiuto fornito.
All'età di sedici anni Temüjin decise di prendere in moglie la ragazza conosciuta anni prima, Börte, sposata con il rito del cerimoniale mongolo nel 1181-1182. Egli ebbe in dono una pelliccia di zibellino nero; subito cercò alleati trovandoli nei suoi fratelli e in Bogorchu, che convocò.

### La conquista del trono

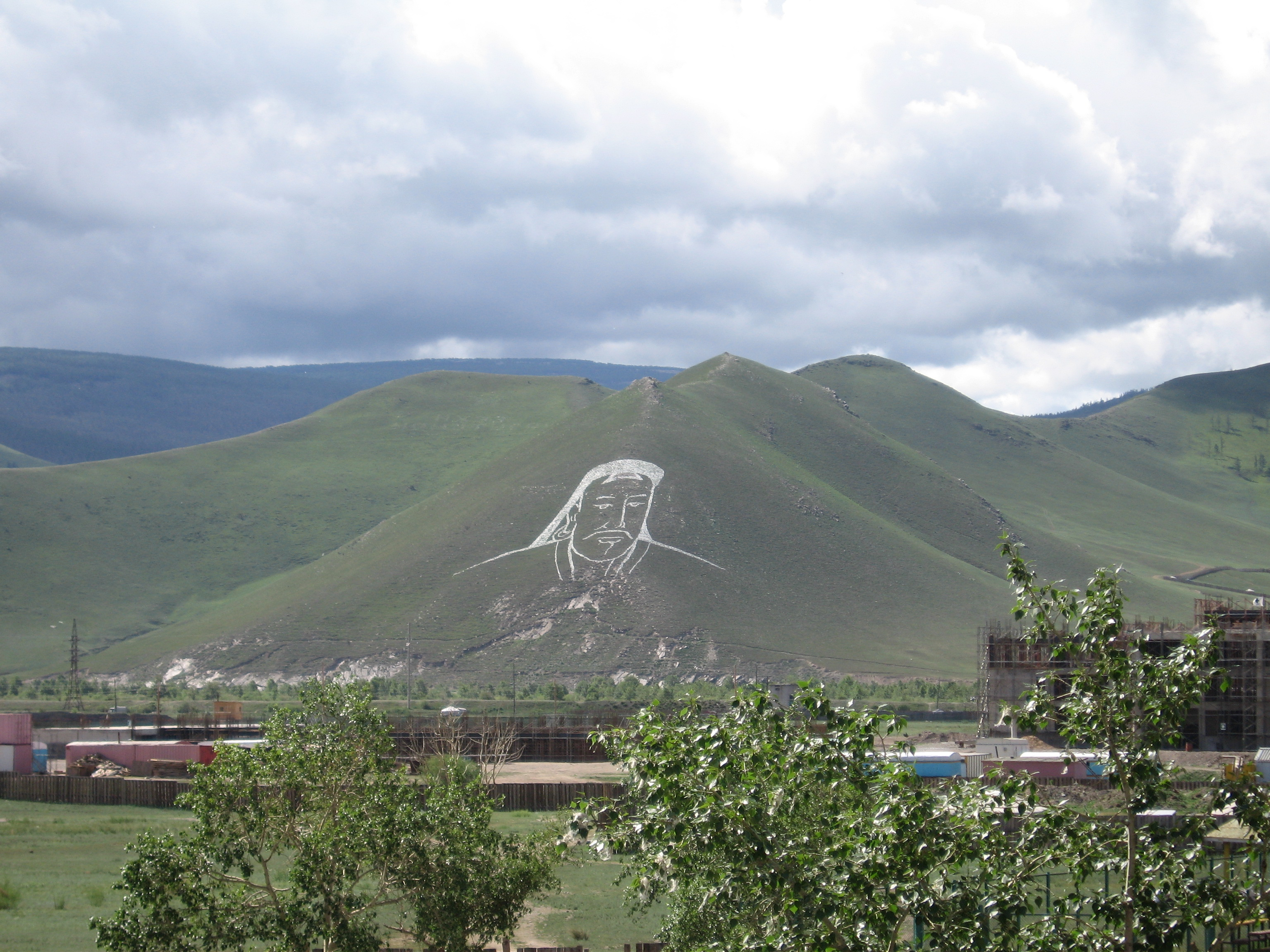
Rappresentazione di Gengis Khan eseguita nel 2006 sulle colline della Mongolia

Sapendo che Toghril, alla guida di un esercito, era amico di suo padre, Temujin decise di incontrarlo, per unire gli schieramenti. A nulla valsero antichi ricordi, ma fu tuttavia convinto dal regalo dello zibellino. Poco dopo, quando Temujin alloggiava nei pressi del burrone del Burgi-ergi alle sorgenti del Kerulen, un fabbro di nome Jardchiudai venne a rendergli omaggio offrendogli i servigi di suo figlio, Jelme.
Probabilmente nel 1184 i Merkit, memori del rapimento della moglie di Ciledu, fecero incursione nelle terre di Temujin; un'anziana donna si accorse del loro arrivo, e avvisò l'intera tribù dell'imminente attacco: Houlun e Temujin fuggirono a cavallo, mentre Borte venne nascosta in un carro dove venne trovata dagli uomini e portata dal fratello di Ciledu, Cilger che la volle in sposa, insieme alla madre di Belgutai, Sucigil. Nei giorni seguenti, le tribù capeggiate da Togtoga (Uduid), Dair-usun (Uwas) e Qaatai-darmala (Qaad) cercarono invano Temujin, il marito di Borte, sino a quando decisero di abbandonare l'idea. Temujin, insieme a quasi tutta la tribù, aveva dormito per tre notti all'aperto trovando rifugio in capanne costruite con i salici nel Kaldun.

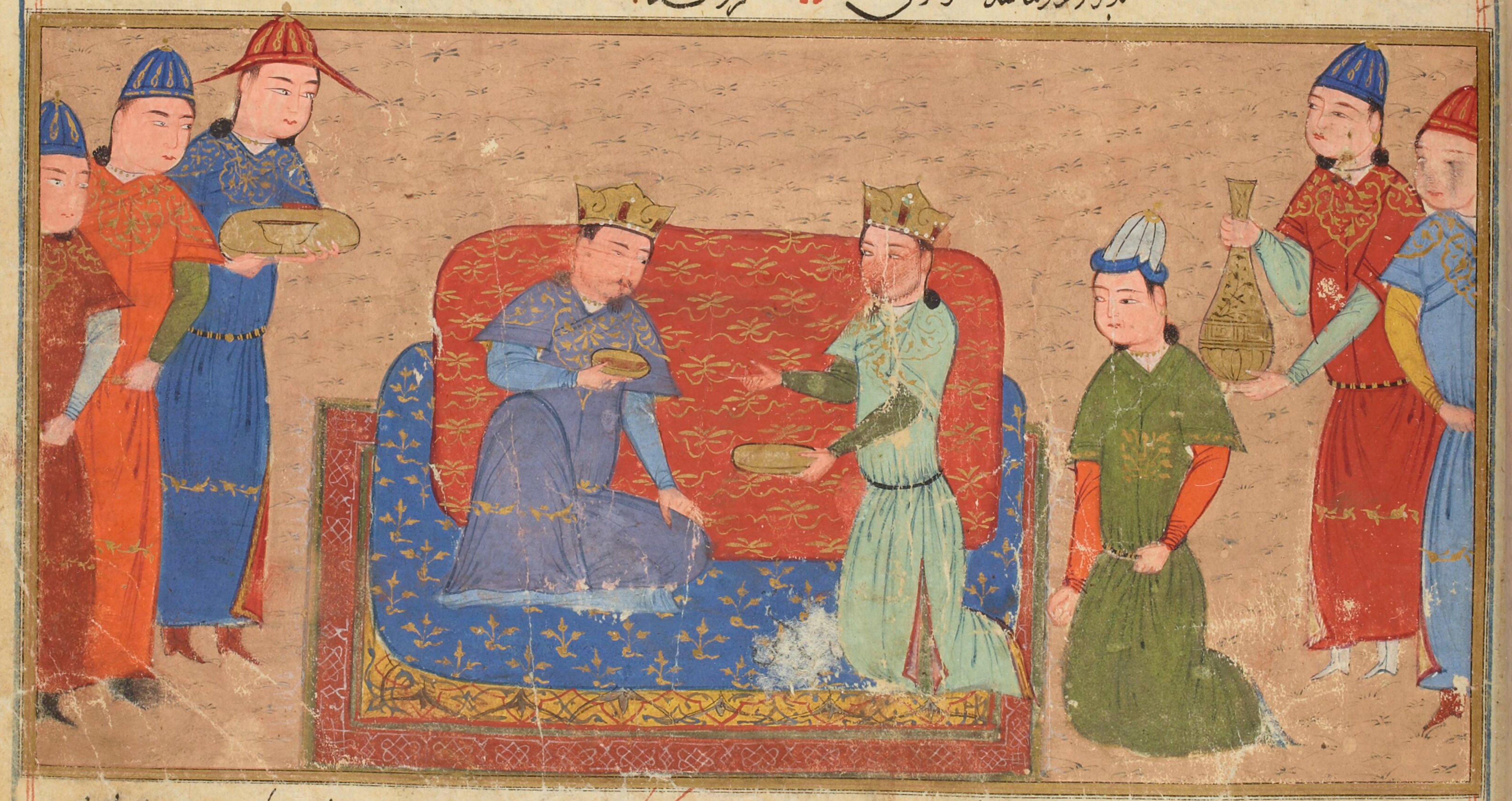
Gengis Khan e Ong Khan, illustrazione proveniente da un manoscritto di Jami al-tawarikh, XV secolo

Temujin andò in seguito da Toghril, il quale gli conferì due divisioni di cavalieri, a cui si aggiunsero ulteriori due da Jamuka, il suo fratello di sangue, intervenuto dietro sua richiesta. In seguito, Temujin, percorrendo i fiumi Tunggelig e Tana, si unì a Toghril che con le sue truppe si era accampato ad Ail-qaragol, raggiungendo Jamuka in una valle, per un totale di circa 12.000 uomini. Seguì quindi l'attacco: sconfissero prima la stirpe degli Uduid, attaccati nel sonno, anche se il loro capo Togtoga riuscì a fuggire, poi attraversarono, seppur con fatica, il fiume Hilok di notte. Anche se privi dell'effetto sorpresa, i nemici fuggirono, abbandonando Borte e altre donne che divennero la ricompensa dell'appoggio militare. Tuttavia, Borte, a seguito di uno stupro da parte dei Merkiti, era incinta del primo figlio di Temujin, Djuci, la cui paternità non era priva di dubbi. La coppia avrà altri tre figli: Jagatai, Ögödei e Tolui. Sucigil, l'altra moglie di Yesugei, preferì invece la fuga, rosa dalla vergogna.
Dopo un'orazione tesa a ringraziare il cielo per la vittoria, la famiglia di Temüjin visse con quella di Jamuka come se fosse una sola, fino a che in un giorno di aprile, quando i due stavano cavalcando con famiglie e membri del clan al seguito, Jamuka suggerì di accamparsi per la notte mentre Temujin decise di continuare il viaggio, separandosi. In quella stessa notte attaccarono un accampamento taciuto e qui il bambino superstite Kokochu, lasciato senza famiglia, venne adottato da Hoelun come ennesimo figlio.
Dopo questa scelta molti clan minori decisero di seguire Temüjin: siamo intorno al 1190.
Toghril Khan e Temujin si dichiararono ufficialmente padre e figlio; venendo adottato dal Khan dei potenti Kereiti, in quel momento forse il capo mongolo più potente, vassallo dell'imperatore Chin, Temujin acquisì la credibilità necessaria a un capo.
Durante questo periodo conobbe alcuni uomini che lo resero potente e vittorioso e che vennero in seguito definiti i suoi quattro cani:
- Subedei, della tribù Urianhaj
- Djelme, della tribù Urianhaj (fratello maggiore di Subedei)
- Jebe, della tribù Besud
- Mukali, della tribù Barula

Grazie al matrimonio con Börte, la figlia del capo ongirrat Seichen-Dei, e al carisma che incuteva nelle tribù vicine, che fossero esse maggiori o minori, Temüjin divenne uno dei possibili candidati al titolo di Khagan o "Gran Khan", carica rimasta vacante dopo le sconfitte subite ad opera dei Chin. Si riunirono in consiglio, un grande kuriltai (il concilio dei capi tribù), nel quale vari elementi di spicco, fra cui Altan (figlio di Kutula), Sacha-beki (pronipote di Kabul) e Quchar (o Kuchar), lo elessero Cinggis Khan o come recita la storia segreta Cinggis Khagan: la data dell'elezione è dubbia fra i resoconti degli storici dal 1185, all'estate del 1189, ma verosimilmente dovrebbe essere intorno al 1200. Da allora venne chiamato Gengis Khan.

### La creazione dell'Impero

#### Organizzazione politica

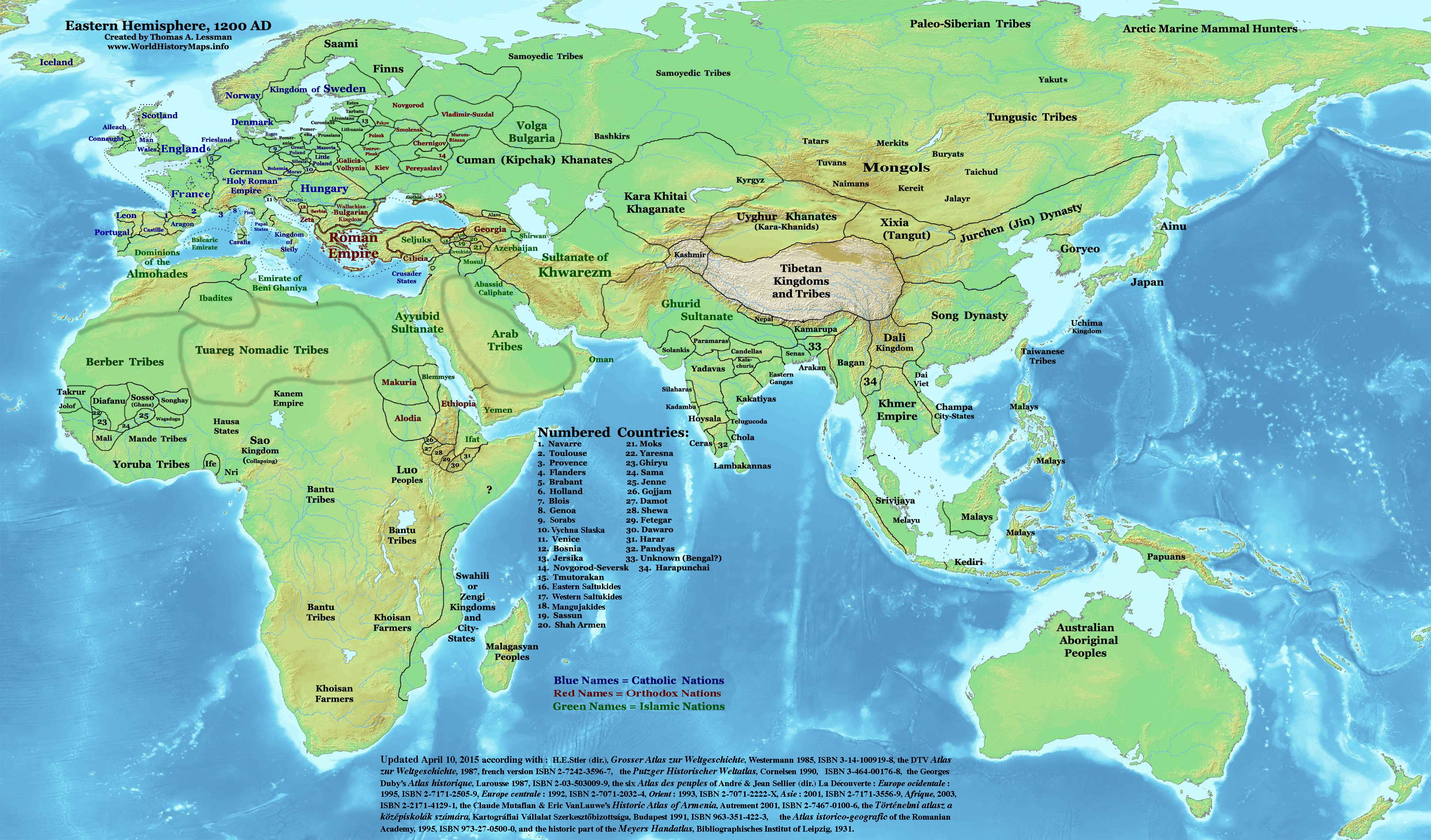
L'Eurasia prima dell'avanzata mongola

Gengis Khan si diede a conquistare e organizzare i popoli, secondo un'impostazione politico-militare basata sulla mobilità e fortemente gerarchizzata: ogni tribù (ulus, che indicava anche il patrimonio collettivo) era indipendente, ma tutte erano sottomesse alla famiglia imperiale (cioè alla famiglia di Gengis Khan), il cosiddetto "casato della stirpe aurea", sacro poiché mitologicamente derivato dal Dio del cielo, Tengri, divinità suprema dei mongoli. L'impero nel suo insieme era l'ulus della famiglia imperiale. Tutti i khan offrivano fedeltà e rispetto al Gran Khan, che li sorvegliava con un rapido ed organizzato sistema di intendenti e corrieri. Creò nuove figure e ri-organizzò quelle esistenti.
Si dedicò ad un'amministrazione basata sulla scrittura, grazie a Tata Tonga, prigioniero che era a capo dell'amministrazione Naiman, a cui si chiese anche di insegnare la scrittura ai vari principi. Il tutto era posto sotto il controllo di Sigikan.

##### Moneta
Marco Polo nel Milione descrive il modo in cui Gengis Khan finanziava la sua spesa militare e i fasti della corte dell'impero mongolo. Il Gran Khan aveva introdotto una moneta a corso forzoso, che poteva essere acquistata dietro conferimenti all'imperatore di oggetti in oro, argento e pietre preziose. Viceversa, la moneta non era rimborsabile al portatore con un controvalore metallico. A pena della morte, la moneta doveva essere l'unico mezzo di pagamento per l'acquisto di beni e servizi in tutto il regno, ed era vietato il baratto. Periodicamente, l'imperatore vietava il possesso privato di oro e altri preziosi, e disponeva che questi dovevano essere conferiti al re in cambio di banconote.

#### Organizzazione militare
L'aspetto più straordinario della personalità di Gengis Khan fu il genio in campo militare, dalla formidabile tattica: le armate mongole, forti di arcieri a cavallo, attaccavano nel più completo silenzio, guidate solo da bandiere di diverso colore, compiendo manovre complesse in assoluta simmetria e coordinazione, il che incuteva una soprannaturale paura nel nemico.

#### Suddivisione decimale
Le tribù unificate adottarono un sistema militare basato sul sistema numerico decimale, simile a quello degli Unni. L'esercito veniva suddiviso in unità di 10 (arban), 100 (Yagun), 1000 (Minghaan) e infine 10 000 (Tumen) soldati. Durante gli spostamenti i soldati portavano con sé le famiglie e tutti i cavalli, che spesso ammontavano almeno a tre o quattro per cavaliere, avendo così sempre a disposizione animali di trasporto freschi.
Gengis Khan creò una sua guardia personale di 10 000 uomini nella quale erano reclutati i figli dei comandanti.

#### Meritocrazia
Un altro aspetto fondamentale dell'organizzazione militare fu l'adozione di un principio di merito: gli unici criteri presi in considerazione da Gengis Khan per stabilire il grado di un ufficiale erano la sua capacità e la sua fedeltà, mentre i tradizionali parametri di nascita e stirpe erano praticamente ignorati. Subedei, il figlio di un guardiano di bestiame, divenne uno dei suoi comandanti più stimati.

#### Propaganda
Gengis Khan curò anche la sua fama ("l'immagine") con calcolate azioni di straordinaria ferocia nel punire i nemici o di grande magnanimità verso gli alleati. La fama di inflessibile e invincibile fu un'ottima propaganda contro i suoi avversari politici, i quali sapevano che non sottomettersi equivaleva allo sterminio.

### Le campagne militari
(Jawaharlal Nehru)

#### L'unificazione delle steppe

L'avanzata di Gengis Khan

Gengis aiutò Toghril a recuperare l'antico titolo ed il trono, sottratto da suo fratello, Erke-Kara ristabilendo l'antico splendore del suo padrino. Lo aiutò nel conflitto contro i Tatari, formando una coalizione priva del sostegno dei Giurkini, assediando vittoriosamente i due fortini a Naratu-sitigen e Qusutu-sitigen e uccidendo il loro capo, Megugin-segultu. Gengis tenne per sé una culla d'argento e altre cose, e donò a sua madre un altro bambino rimasto senza genitori, chiamato poi Sigikan-Quduqu. Si combatterono quindi i Giurkini, uccidendo Sacha-beki e Taichu, che rientravano tra quelli che lo avevano eletto Temujin Khan, mentre ancora un altro bambino, Boroqul, venne dato ad Hoelun. Buri-boko, uno dei pretendenti al trono, accettò di partecipare al torneo di lotta dove affrontò il fratello di Gengis, Belgutai, e fu da lui ucciso come richiesto dal sovrano stesso.

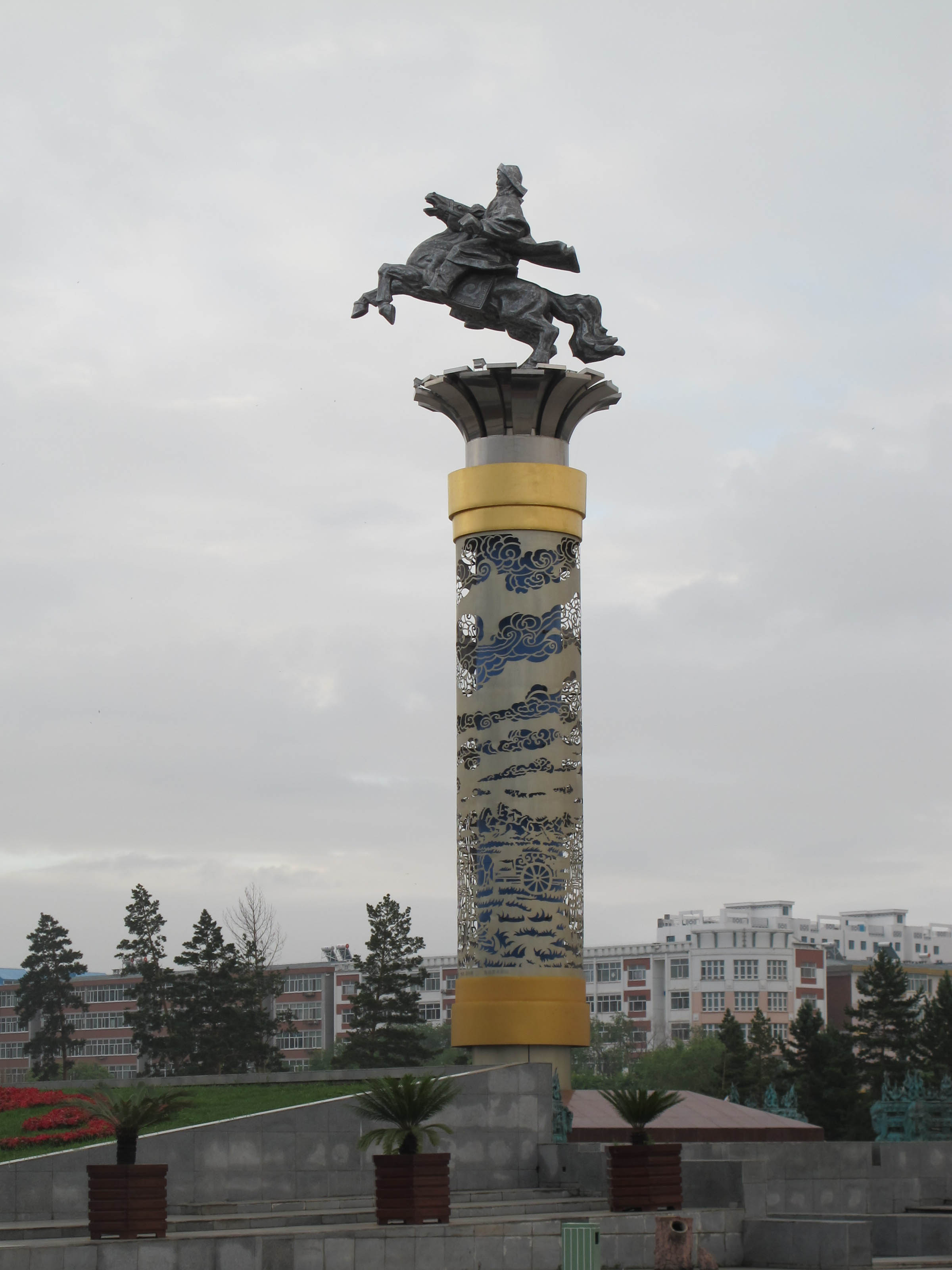
Gengis Khan, monumento a Hulunbuir, Mongolia Interna, Cina

Gengis si trovava però ad affrontare il problema di un vecchio amico, Jamuka. Dopo l'omicidio di suo fratello Taichar, ucciso con una lancia dopo aver tentato di rubare bestiame di proprietà dell'ordu khanale, egli utilizzò tale gesto come pretesto per organizzare un attacco al vecchio amico. Durante l'ultimo decennio del XII secolo, riuscì a radunare un'armata di 20 000-30 000 uomini. Temujin, saputo dell'attacco seppur in ritardo, affrontò i Jadirat (o Jadaran) di Jamukha nella battaglia di Dalan Balzhat; sconfitto di misura, si ritirò nei meandri dell'Onon, nella gola di Jerene. Caduto Toghrul, Gengis strinse amicizia con i Naiman, poi con i Jurdecai (Uruguti), i Quyldar (Manguti) e i Mongliq, mentre molti altri (tra cui i Taciuti, o Taichiti, antichi nemici di Temujin) si allearono con il vincente Jamuka, che venne eletto Gur-Khan (sovrano universale). Nello scontro successivo, avvenuto probabilmente nel 1202, Temujin rischiò la morte per ben due volte: una freccia colpì la sua cavalcatura, che cadde a terra morta, mentre un'altra sfiorò il suo collo, ma la punta era avvelenata e il veleno entrò in circolo; Jelme gli succhiò via il veleno, e lo sorvegliò fino a sera, quando il suo Khan si riprese. Il giorno seguente, Temujin vinse la battaglia e mise il suo avversario in fuga. Durante i controlli sul campo in seguito alla vittoria riportata, Sorqan-shira si unì a Gengis, mentre il suo compagno, l'arciere Jirqo, confessò di essere stato lui a colpire mortalmente il destriero di Gengis e di aver colpito il Khan dei Mongoli con la freccia avvelenata. Temujin, però, lo perdonò, lo prese al suo servizio e gli diede un nuovo nome, Jebe (ovvero punta di freccia). Kiriltuk, capo dei Taciuti che in passato aveva tenuto prigioniero per poco tempo Temujin, fu catturato da un traditore di un clan a lui sottoposto e dai suoi figli, ma decisero di abbandonarlo lungo la strada e di consegnarsi a Gengis che li arruolò.
Nel 1203, Temujin e Toghril guidarono una campagna contro i Naiman, divisi tra i fratelli Buyruq e Tayang Khan; Toghrul si trovò in difficoltà nel corso di una battaglia, e fu solo l'arrivo di Genghis a salvarlo. Si pensò quindi a fortificare l'alleanza fra i due escogitando dei matrimoni combinati, ma lo stesso Nilqa Senggum, figlio di Toghrul, fu contrario a questa linea di pensiero. Jamukha, ancora in libertà, chiese l'aiuto di Toghrul, che non riuscì a schierarsi contro suo "figlio". Nilqa convinse il padre a consentire a dare la mano della figlia a Juci (o Jochi), figlio di Gengis, organizzando una festa che in realtà celava una trappola; ma il Khan dei Mongoli venne avvisato da una coppia di servitori dei Keraiti e non partecipò al banchetto. Fu comunque attaccato nel deserto di Kalakalzhit, e riuscì a fuggire affiancando il fiume Kalka, al prezzo però di gravi perdite. Con i pochi fedeli rimasti, Temujin giunse al Baljuna, dove vissero con privazioni bevendo acqua fangosa e nutrendosi di carne di cavallo. Nel 1204, rinforzò il suo esercito pronto alla battaglia nella sua nuova base sul Kerulen; dopo tre giorni di aspri combattimenti, dove riuscirono ad accerchiare il nemico, Temujin, alla testa di seimila uomini, sconfisse le armate di Toghrul e Jamukha costringendoli alla fuga. Toghrul si diresse verso il confine dei Naiman sperando di ricevere asilo, ma venne ucciso da Kori-Shubechi, il capitano della guardia, che non l'aveva riconosciuto (stando ad alcune fonti, la guardia uccise anche suo figlio Senggum, il quale, secondo altre, venne invece ucciso a Kashgar). Jamukha riuscì invece a ottenere l'asilo sempre dai Naiman, al cui comando vi era Tai Buqa (conosciuto con il nome di Tayang). In seguito alla vittoria, Temujin ottenne per lui Ibaka, figlia di Jaka-Gambu, mentre diede la sorella Sorgaqtani Beki al figlio Tului, la cui prole sarà importante per la storia mongola.
Nel maggio del 1204, Temujin decise di attaccare i Naiman. Sfiancati dal lungo viaggio, i mongoli decisero di accamparsi vicino al campo nemico dove, sotto indicazioni di Temujin, ogni uomo accese cinque fuochi dando l'impressione che vi fossero un elevato numero di nemici. Tale stratagemma spaventò gli avversari, ma Tayang, sotto insistenza di suo figlio Kuchlug, decise di attaccarli, salvo poi venire respinto dai «quattro cani da caccia» (Jebe, Jelme, Subotei e Kubilay) e addirittura morire per le ferite riportate. Jamukha fuggì ancora chiedendo l'aiuto dei Merkit, ma venne sconfitto e fatto prigioniero dai propri uomini, che lo portarono al cospetto di Temujin. Quest'ultimo, dopo aver fatto uccidere subito i traditori di Jamukha, concesse a quest'ultimo una morte onorevole (secondo alcune fonti fu strangolato, mentre stando ad altre gli fu spezzata la spina dorsale), e il suo corpo venne seppellito. Si aggiunsero alle sue file i "quattro cavalli da caccia", Bogorchu, Muqali, Boroqul e Cilagun.
La lotta per il potere durò altri due anni, ed ebbe termine quando il futuro sovrano dei Mongoli sconfisse le forze dei Keraiti e dei loro alleati, e infine Buyruq Khan, l'ultimo sovrano dei Naiman, arrivando a porre sotto il suo dominio l'intera area del deserto del Gobi nel 1206, quando il kuriltay, il futuro parlamento mongolo, si riunì al completo al Lago Blu e lo elesse capo della nazione.
Dair-Usun dei Merkiti Uwas, dopo essersi arreso, diede omaggio della propria figlia, Qulan, ricevuta con Naya.
Nel 1206, dopo il kurilitai, il nuovo sciamano Kokochu, chiamato anche Teb-Tengri, influenzò il giudizio di Gengis che imprigionò suo fratello Joci-Kasar accusandolo di tramare contro di lui, per poi liberarlo privandolo di molti benefici acquisiti; tutto questo causò gravi momenti di tensione nel regno di Gengis. In seguito lo sciamano venne ucciso in una lite con Temuge-odcigin, quartogenito di Hoelun, e gli successe l'anziano Usun. Nel 1207, a Joci venne affidata l'armata destra dell'esercito, e i Kirghisi vennero pacificamente sottomessi ottenendo dal padre la signoria di tali territori. Alcuni Tumati guidati da Botoqui, vedova di Daiduqal-soqor, organizzarono la resistenza; approfittando di una fitta vegetazione a cui i mongoli non erano abituati, li attaccarono, uccidendo Boroqul e catturando Qorci. Gengis inviò quindi Dorbai, che, abbattendo molti alberi e facendosi strada in quella selva, riuscì a sorprendere il nemico. I turchi Karluk si arresero senza combattere a Gengis, e lo stesso fecero gli Uiguri.

#### Assoggettamento degli Xia

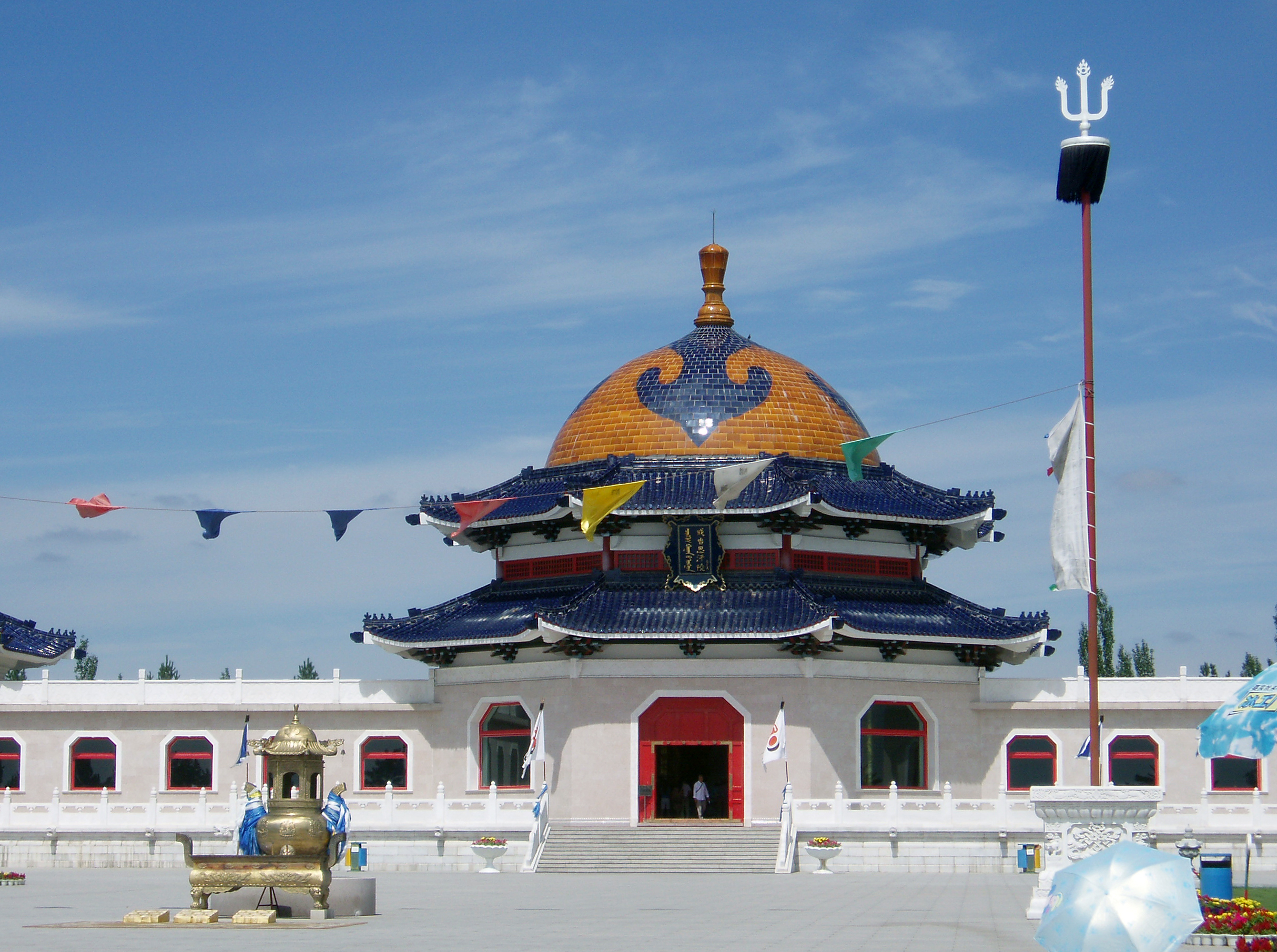
Il principale Tempio di Gengis Khan, situato ad Ordos, Mongolia Interna, Regione Autonoma della Cina

Fra i vari paesi confinanti, si scelse di attaccare per primo il ricco popolo degli Xi Xia (o Hsi Hsia), guidato dalla dinastia tanguta, regno che avrebbe dato ai Mongoli nuove ricchezze e sarebbe servito come trampolino di lancio per la spedizione contro i Jin. Nel 1205, i mongoli avevano guidato il primo attacco: fu saccheggiato il Gansu, conquistata la fortezza di Li-ki-li e attaccato Lozo-khoto. Contemporaneamente al kuriltai del 1206, Genghis Khan si trovò coinvolto in una disputa con gli Xia Occidentali; fu la prima vera guerra del nuovo khan, che conobbe le difficoltà di conquistare le ben fortificate città degli Xia. Nel 1207, i mongoli attaccarono alcune province tangute trovando difficoltà contro Wulahai, tanto che i loro vari attacchi si conclusero senza alcun esito decisivo.
Nella primavera del 1209, vi fu la vera invasione; probabilmente, scelse di marciare per 500 km da Avraga percorrendo le rive del fiume Ongi e poi per altri 300 km sino ai monti Helan, raggiungendo il deserto dell'Ala Shan. Quando seppero dell'attacco, i Tanguti chiesero l'aiuto dei Jin, che però rifiutarono di intervenire. I Mongoli raggiunsero la fortezza di Wulahai, e sconfissero in campo aperto un esercito comandato da Li Zunxu, nipote dell'imperatore, e dal generale Kao Liang-Hui; il primo riuscì a fuggire, mentre il secondo fu preso e sommariamente giustiziato. I Mongoli seguirono dunque il corso del fiume Giallo e presero varie città, fino a raggiungere la fortezza di Liemen, l'unico passaggio attraverso i monti Helan, che portava alla capitale Yinchuan: la fortezza contava una guarnigione di 70 000 uomini, comandata da Wei-Ming Ling-Kung, a cui si aggiunsero successivamente circa altri 50 000. L'avanguardia mongola fu respinta dai Tanguti, e i Mongoli furono costretti alla difensiva e a tentare di costringere i Tanguti a combattere in campo aperto, non essendo i Mongoli abili nell'assedio di grandi città abituati come erano a saccheggiare città prive di fortificazioni. Due mesi dopo, gli uomini di Gengis finsero di ritirarsi nascondendosi nelle vicine colline, lasciando solo un piccolo gruppo a rimanere nell'accampamento: i soldati di Xia li attaccarono e vennero colti in trappola; Wei-Ming stesso fu catturato, e la fortezza presa.
I Mongoli giunsero alla loro capitale, la futura Yinhuan, la quale non solo era ben fortificata, ma contava almeno 150 000 soldati, quasi il doppio dei Mongoli. L'assedio iniziò a maggio, ma a gennaio 1210 la città resisteva ancora: si cercò dunque di sottometterla abbattendo le dighe vicine, ma l'acqua, invece degli edifici della città, colpì l'accampamento dei mongoli, i quali lasciarono il luogo per trovare un riparo sicuro. Tuttavia, l'imperatore Xiangzong, notando le perdite subite, la prospettiva di non poter essere aiutati dai Jin e la distruzione delle piantagioni, decise di sottomettersi a Genghis offrendogli come sposa sua figlia Tsaka, e un tributo di cammelli, falchi e tessili. Nel viaggio di ritorno, si racconta di una leggenda legata ad un incontro con un unicorno.
Nella capitale venivano inviati oggetti d'oro da tutte le parti del regno per accrescere il tesoro reale. In cambio venivano rilasciati certificati di possesso cartacei, equivalenti alle odierne banconote. Queste somme, come l'oro, erano spendibili dai proprietari per l'acquisto di beni e servizi. Con una simile riserva aurea, fu possibile coniare la moneta necessaria per le spese di guerra. Con la conquista di nuove terre e oro, la riserva veniva reintegrata, rendendo così possibile il finanziamento di nuove conquiste.

#### Invasione della Cina

L'avanzata mongola in Eurasia

Da tempo Gengis mal sopportava il regno del nuovo imperatore della Cina, Wei (Wanyan Yongji), e decise quindi, nella primavera del 1211, di dichiarargli guerra. Riunito l'esercito nelle valli a sud dell'Hentej (le cifre parlano di complessivamente 100-120 000 uomini con l'utilizzo di 300 000 cavalli), Gengis attraversò, in più ondate, il deserto del Gobi, riuscendo a controllare le risorse d'acqua disponibili; quindi si diresse verso il futuro passo di Huan-erh-tsui, da cui poteva puntare verso Pechino. I cinesi potevano contare sul comandante Zhi-zhong il quale preferì inviare un suo messaggero, tale Ming-an, che si unì, con sorpresa, all'esercito invasore. Saputo che le truppe nemiche li attendevano al passo, Gengis decise di utilizzare gli arcieri per decimare la cavalleria nemica che non poté rapidamente ripiegare; all'arrivo della fanteria cinese, Gengis rispose con la cavalleria, sancendo la vittoria contro i difensori. Questa è considerata una delle più importanti vittorie dei mongoli Forti della vittoria, i mongoli non riuscirono ad approfittarne, e l'estate successiva vide solo piccoli conflitti. Intanto, Jebe assediò l'antica capitale Mukden, la futura Shenyang, che conquistò il 4 febbraio 1212 con il solito stratagemma del finto abbandono. Gli assalti continuarono sino all'autunno, quando, durante una battaglia, Gengis rimase colpito da una freccia, e decise di ritirarsi per alcuni mesi. Nell'estate, grazie ai generali Subotei e Jebe, conquistò la fortezza situata a difesa della Bocca del Tasso, evitando le numerose trappole disseminate lì vicino.
Inizialmente, le operazioni contro i Chin ebbero lo stesso andamento di quelle contro gli Xia. I Mongoli ottennero numerose vittorie in campo aperto, ma fallirono nei loro tentativi di conquistare le principali città. Nel tardo 1212, i mongoli riuscirono a catturare degli ingegneri cinesi disertori, e questi aiutarono Gengis Khan e i suoi ufficiali superiori a dedicarsi allo studio delle tecniche di assedio, fino a diventare specialisti in quel campo militare. Negli attacchi, in precedenza, i mongoli usavano i prigionieri, che prima radunava e poi dava loro l'ordine di porsi in testa ad ogni assalto, oppure si dedicavano alla tattica della finta ritirata.
Come risultato delle vittorie in campo aperto e di alcune conquiste di fortificazioni, nel 1213 i mongoli si spinsero a sud della Grande muraglia cinese. Tului conquistò alcune roccaforti come Huailai, mentre Jebe fece scompiglio nella gola di Ningwu. Essi avanzarono con tre eserciti fino al cuore del territorio della Cina, tra la Grande Muraglia ed il Fiume Giallo. Il generale Heshilie Zhizhong, noto anche come Hushahu, uccise l'imperatore, poi si proclamò reggente per controllare il nuovo imperatore Xuanzong, nipote di Yongji; quindi inviò un suo luogotenente, Kaoshi (o Kao-ch'i), con 6 000 uomini, minacciandolo di morte in caso di fallimento. Kaoshi fu sconfitto, ma anticipò le mosse del reggente decapitandolo, e quindi portò la testa mozzata al nuovo imperatore che lo nominò vicecomandante dell'impero. Nell'autunno, Gengis decise di dividere il suo esercito in tre parti: la prima, comandata da Gengis e Tului, si diresse verso sud, la seconda andò a Joci, Jagatai e Ogodei, i tre figli principali di Gengis, e la terza, che doveva giungere e costeggiare il mar giallo per poi attaccare la Manciuria, fu affidata a Joci-Kasar e Temuge. Si riunirono tempo dopo, gravati dal caldo e dalle epidemie nel 1214, vicino a Pechino (allora Zhongdu). La città era difesa da quattro fortezze limitrofe dove si erano rifugiati i vari capi politici e militari, ognuno dei quali guidava un piccolo esercito di 4 000 uomini. La stessa capitale era da poco afflitta da una tremenda epidemia di peste, che peggiorò la già tremenda situazione che la dinastia Jin subiva, come se già non bastassero prima l'estrema corruzione della corte e degli ufficiali e poi le numerose vittorie dei mongoli che, tra l'altro, avevano anche provocato delle diserzioni dei cinesi Han (una delle etnie che componevano la plebe della dinastia) dalla parte dei Mongoli e le ribellioni dei Khitai (di cui una, quella di Lu-ke, che fondò il nuovo impero Liao nella Manciuria).
L'imperatore Xuan Zong aprì i negoziati con i mongoli ottenendo il loro ritiro a maggio, pagando un riscatto notevole, fra cui 3 000 cavalli, un quantitativo di seta pari a 90 km, 1 000 giovinetti e la propria figlia Shikuo come nuova consorte per Gengis. I mongoli ripiegarono, decapitando i vari prigionieri, e decisero di porre una base nell'oasi di Dolon. Ma appena Gengis seppe che l'imperatore aveva spostato la capitale cinese a Kaifeng, se ne sentì giustamente offeso e tornò con il suo esercito nel settembre dello stesso anno alle porte di Zhongdu. Prima del termine del 1214, Gengis inviò due contingenti comandati da Joci-Kasar e Muqali nella Manciuria: il primo sottomise facilmente i popoli che incontrò, mentre il secondo utilizzò anche l'astuzia per le sue conquiste, compresa quella della città di Baicheng, mentre distrusse alcune città che gli avevano resistito lasciando in vita soltanto falegnami, muratori e attori. In primavera furono inviati rinforzi di 39 000 soldati Jin dalla nuova capitale cinese, che però vennero annientati a Patseu da soli 3 000 mongoli, che catturarono 1 000 carri.
Con la conquista di numerose città da parte dei mongoli, falangi cinesi e khitai si unirono a loro, mentre a Zhongdu rimase solo il generale Fusing. La città venne infine assediata, presa e saccheggiata nel marzo del 1215. In pochi mesi si diffusero tifo e malattie endemiche, mentre Gengis era già partito lasciando Sigikan-Quduqu con Onggur e Arqai-Kasar. I generali Wan-yen Fu-hing e Kao-ch'i scelsero la morte avvelenandosi. Liu-ke, leader dei Khitan, si alleò con Gengis, e si giunse sino in Corea liberandola dai Khitan ribelli, ricevendo in cambio 100 000 fogli di carta, che rifornirono la cancelleria.
L'imperatore mongolo organizzò la sua nuova offensiva: inviò un esercito di 60 000 uomini verso Ordos a sud del fiume giallo con l'obiettivo di attaccare Kaifeng alle spalle. Durante l'inverno del 1217, sostennero diverse battaglie contro un esercito più numeroso, percorrendo 1 000 chilometri, 800 in soli sessanta giorni. Trovando le difese nemiche insuperabili, Gengis si decise in un ritiro delle truppe. Yelu Chucai, consigliere dell'imperatore, venne fatto prigioniero e divenne consigliere di Gengis: pratico di medicina, curò più volte le truppe mongole, e spronava lo sviluppo delle città da cui si potevano ottenere grandi ricchezze. La città di Taming venne conquistata nel 1217, poi venne persa e infine ripresa nel 1220, segno che i cinesi non avevano ancora rinunciato al loro territorio. Taiyuan e Ping Yao si arresero nel 1218, e nel 1220 venne espugnata Jinan.
Intanto, Kuchlug, deposto khan della tribù mongola dei Naiman e figlio di Tayang Khan, era fuggito verso ovest ed aveva usurpato il trono nel khanato Kara Khitay, il più occidentale degli alleati di Gengis Khan, dove nel 1211 vi aveva chiesto asilo. Cercando di ampliare i confini del regno, egli assassinò Buzar, re di Almalik e protetto di Gengis, e assediò poi la città che chiese aiuto all'imperatore mongolo: nel 1218 egli inviò Jebe, accompagnato solamente da due tumen, 20 000 soldati. Kuchlug fuggì a sud verso il Kashgar, ma Jebe lo inseguì vietando ogni genere di razzia, finché il fuggiasco non venne catturato da dei cacciatori che lo consegnarono nelle mani mongole, e fu decapitato. Il regno dei Kara-Khitai venne così annesso ai Mongoli senza colpo ferire.
Nel 1218, le terre controllate da Gengis Khan si estendevano verso ovest fino al lago Balqaš confinando con la Corasmia, uno Stato islamico che giungeva fino al Mar Caspio, al Golfo di Persia ed al Mar Arabico.

#### La guerra contro l'impero irano-persiano della Corasmia
Kuchlug aveva stretto per un breve periodo un'alleanza con lo scià della Corasmia, Muhammad, terminata con l'uccisione dell'alleato. Egli era pesantemente influenzato dalla madre, Terken Khatun, e notoriamente inflessibile contro la sua gente. Nel 1215, gli emissari della Corasmia videro i resti di Pechino, poi visitarono Gengis e furono ben accolti. Nel 1218, l'imperatore mongolo inviò alcuni emissari nella provincia più orientale della Corasmia per parlamentare con il governatore di questa, portando in dono beni preziosi come oro, giada e avorio, e chiedendo di poter iniziare un commercio fra i due popoli, ma il gruppo di musulmani, capeggiati da Ukuna, vennero arrestati. Gengis inviò allora tre emissari da Muḥammad chiedendo la liberazione dei suoi uomini e la consegna del governatore della città che aveva ordinato l'arresto. Lo scia ne fece uccidere uno, maltrattò i restanti due per farli poi uccidere, e fece trucidare gli emissari precedenti, e i loro beni furono sequestrati Prima di intraprendere il viaggio, chiese consiglio a Qui Changchun; in seguito, chiese quindi agli alleati il loro sostegno, ma Asa rifiutò ogni appoggio militare oltraggiando Gengis. Il Khan dei Mongoli si pose quindi alla testa di esercito numeroso: a seconda delle fonti si parla di 100 000, di 150 000, di 200 000 uomini, o secondo altri 600-700 000 cavalieri.
Dopo le esperienze con gli assedi portati alle città cinesi, i mongoli si industriarono con arieti, scale estraibili, torri mobili, bombe incendiarie e balestre giganti in grado di perforare le mura nemiche. I prigionieri erano utilizzati anche per le costruzioni di ponti e strade che servirono lungo il viaggio, oltre all'essere utilizzati come prima linea in battaglia. Una volta conquistate le città nemiche, l'esercito aumentava in numero e in forza bellica. Gengis lasciò il comando a Temuge-odcigin, e decise di portare una delle mogli, Khulan, nel suo viaggio. Prima di partire, si recò su un'alta montagna dove rimase senza cibo e acqua in segno di penitenza Nell'autunno del 1219, i mongoli partirono. Giunti vicino a Otrar, Gengis decise di dividere l'esercito in quattro gruppi: Ögödei e Chagatai assediarono la città, Jochi si diresse verso le città di Signak e Jand, mentre Gengis e suo figlio Tolui avanzarono verso sudovest. Otrar resistette per cinque mesi all'assedio, forte di un presidio di 80 000 uomini poi capitolò, in quanto un comandante, con l'intenzione di disertare, decise di utilizzare un passaggio per uscire dalla città, ma i mongoli lo catturarono e lo uccisero, per poi usare il passaggio per penetrare all'interno della città.
La campagna che seguì fu forse una delle più sanguinose, con molte città che vennero messe a ferro e fuoco e le loro popolazioni sterminate; secondo alcune tradizioni, nella sola città di Merv venne ucciso un milione e mezzo di persone. Nel 1223, la Corasmia viene annessa ai domini mongoli, comprese città come Samarcanda e Bukhara.
Le truppe mongole si diressero poi a nord, dove venne conquistato il regno della Grande Bulgaria, la cui popolazione fu deportata.

#### La campagna finale
Durante la campagna contro il Khwarizm, ossia l'impero corasmio, l'imperatore degli Xia occidentali, pur essendo vassallo dei Mongoli, si era rifiutato di prendere parte alla guerra, e aveva deciso di stringere un'alleanza anti-mongola con i Jin. Dopo aver fatto riposare e aver riorganizzato l'esercito, Gengis Khan si preparò alla guerra contro di loro.
Nello stesso tempo, conscio del passare degli anni, Gengis Khan decise di stabilire le regole per la sua successione in modo da evitare conflitti tra i suoi discendenti. Djuci, il primo figlio prescelto e preferito era già morto nel gennaio del 1227, e così il Gran Khan confermò la nomina del suo terzogenito Ögödei come suo successore, stabilendo un criterio per la selezione dei successivi Khan, specificando che essi avrebbero dovuto essere suoi discendenti diretti.
Nel 1225, Gengis Khan attaccò i Tanguti, accusandoli di aver aiutato i suoi nemici. Nel febbraio del 1226 conquistò le città di Heisui, Gan-zhou e Su-zhou, e poi Xiliang-fu in autunno. Un generale Xia sfidò i Mongoli in battaglia vicino ai monti Helanshan (Helan significa grande "cavallo" nel dialetto del nord), ma le sue armate vennero sconfitte. A novembre Gengis Khan pose l'assedio alla città tanguta di Ling-zhou, attraversò il Fiume Giallo e sconfisse un esercito venuto in soccorso di Xia.
Nel 1227 Gengis Khan attaccò la capitale dei Tanguti, e nel mese di febbraio assunse il controllo di Lintia-fu, compiendo uno dei primi genocidi della storia. Nel mese di marzo, conquistò la prefettura di Xining e la città di Xindu-fu. Ad aprile, conquistò la prefettura di Deshun dove il generale Xia, Ma Jianlong, resistette per giorni, guidando personalmente le cariche della cavalleria fuori dalle porte della città. Ma Jianlong cadde infine trafitto da una freccia, e Gengis Khan, dopo aver conquistato Deshun, si mosse verso le montagne di Liupanshan per sfuggire alla calura dell'estate.

### La morte

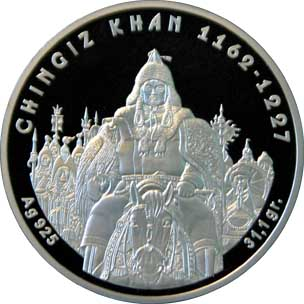
Raffigurazione di Gengis Khan su una moneta da 100 Tenge del Kazakistan

Non sono chiare le cause della sua morte, ignote agli stessi mongoli come fa notare Marco Polo. Secondo la Storia Segreta, morì dopo una lunga agonia, causata da un trauma riportato a seguito di una caduta da cavallo durante una battuta di caccia.
La motivazione è certamente correlata ad uno scontro coi Tanguti; si suppone che sia morto per le fatiche sostenute in battaglia alla sua veneranda età oppure alle ferite riportate in quest'ultima; alcuni imputano lo scontro ad una rappresaglia per il rapimento di una principessa tanguta che era stata consegnata a Gengis Khan come bottino di guerra.
Comunque fosse, a metà del 1227 Gengis Khan in agonia si rese conto che la sua fine si avvicinava. Dopo aver confermato Ögödei come successore (il primogenito prescelto Djuci era già morto nel gennaio dello stesso anno), dettò dal suo letto di morte a Tolui, il figlio più giovane, le istruzioni per completare la distruzione dell'impero Chin.

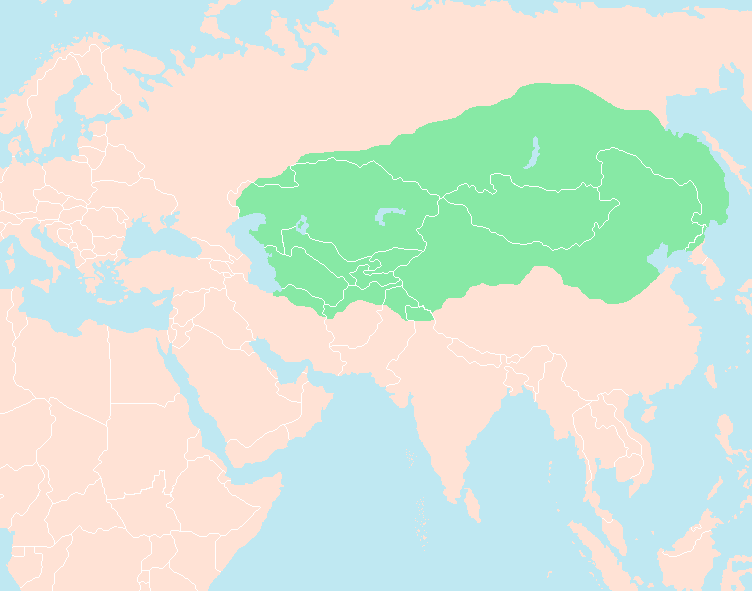
Impero mongolo nel 1227 alla morte di Gengis Khan

Morì lasciando un impero che si estendeva dalla Siberia al Kashmir, al Tibet, al Mar Caspio, al Mar del Giappone. Nonostante i genocidi, le deportazioni di massa e le distruzioni delle città rase al suolo e ricostruite da zero, l'Impero mongolo era solido, pacifico, con genti diverse per stirpe, lingua e religione che convivevano armoniosamente sotto l'equa (e inflessibile) pax mongolica.
Il suo corpo venne riportato in Mongolia e sepolto in una località segreta, probabilmente insieme a molti servi uccisi per l'occasione. Tutta l'area intorno, per centinaia di chilometri quadrati, venne dichiarata interdetta all'accesso (horig) e sorvegliata dalle guardie Urianhai (il fedele gruppo tribale di Subedei), oltre ad essere volutamente calpestata da centinaia di cavalli per cancellare ogni traccia della sepoltura.
Per decenni varie spedizioni americane e giapponesi hanno tentato inutilmente di ritrovare il sepolcro del grande sovrano, fino alla spedizione della National Geographic che ha rinvenuto tracce di una tomba risalente al periodo di Gengis Khan.
Dopo la sua morte, per un paio di anni rimase reggente ad interim Tolui (fratello di Ogodei) in attesa del concilio del Kuriltai del 1229.

## Caratteristiche fisiche
Non esistono ritratti o raffigurazioni attendibili di Temujin in quanto sono tutte opere postume e da ritenersi interpretazioni artistiche fantasiose, compresa la più famosa raffigurazione conservata al National Palace Museum di Taipei (Taiwan).

## Leggende
Gengis Khan era un discendente di Bondonchar Munkhag, che, secondo una leggenda riportata dalla Storia segreta dei mongoli fu concepito dalla madre Alan Goa dopo la morte del marito, in seguito alla visita notturna di un essere luminoso che la donna identificò con il dio Tengri.
Una leggenda narra che Gengis Khan era in realtà Minamoto no Yoshitsune, fuggito segretamente in Mongolia.

## L'eredità di Gengis Khan
Gengis Khan ebbe da varie mogli e concubine numerosi figli e figlie, a ciascuno dei quali vennero assegnati titoli e guerrieri, ma per i 4 figli maschi avuti dalla prima e principale moglie Börte furono riconosciuti i più alti onori ed il diritto di successione per le cariche più rilevanti; questi quattro erano:
- Djuci (Joci) + 1227, dalla cui discendenza nacquero sovrani e condottieri del Khanato dell'Orda d'Oro (Sira Ordu), ovvero i Kipchak, la Grande Orda di Saraj (-1502), l'Orda Bianca (Sibir Ordu, 1277-1581), e l'Orda Azzurra da cui derivano i khanati di Crimea (1428-1784), di Kazan' (1437-1552), di Kasimov (1454), di Astrachan' (1466-1557).
- Chagatai (Čagatay), vi discende l'Orda Nera (Kara Ordu) dei Cara Chitai di Kirman e di Buchara (-1369) da cui discenderanno i Moghul imperatori dell'India (-1858).
- Ögödei, il successore investito dallo stesso Temujin.
- Tolui, padre di Kublai Khan da cui discendono le Orde dei Calmucchi, degli Oirati e dei Timuridi, la dinastia cinese-mongola degli Yüan (-1644) e gli Ilkhan (-1411) della Persia.

Le successive mogli che gli avevano dato figli e di cui si abbia traccia, furono:
- Khulan khatun dei Merkit,
- Yesugan dei Tatari,
- Chi Kuo della Cina,
- Yesulun dei Tatari,
- Abika Khatun dei Kereiti,
- Gurbasu Khatun dei Naiman,
- Chaga Khatun dei Tanguti,
- Moge Khatun (poi moglie di Ögödei),
- una concubina dei Naiman madre di Djurchetai e una concubina dei Tatari madre di Orchakan.

Da altre concubine ebbe il figlio Aladjai, una figlia che sposò Togutshar ed un figlio che gli diede il nipote Mutugen.
Recenti ricerche hanno messo in evidenza come l'estensione dell'impero mongolo abbia ricadute visibili ancora oggi nel patrimonio genetico della popolazione eurasiatica. Si è calcolato che circa l'8% delle persone che vivono nei territori un tempo sottomessi ai Mongoli hanno cromosomi Y identici: l'ipotesi più accreditata è che questo sia proprio uno dei risultati delle invasioni mongole.

## Genghis Khan nei media popolari

### Film
Genghis Khan è protagonista in vari film:
- Il conquistatore, film del 1956 diretto da Dick Powell con John Wayne nei panni del protagonista.
- Gengis Khan il conquistatore, film del 1965, coproduzione statunitense, britannica, tedesca e slava con Omar Sharif, Stephen Boyd, James Mason, Eli Wallach, Françoise Dorléac e Telly Savalas.
- Genghis Khan, film incompleto del 1992, con Richard Tyson, Charlton Heston, Pat Morita e John Saxon. Fu considerato non finito a causa del Putsch di Mosca e del conseguente crollo dell'Unione Sovietica. Si tentò inoltre di riportarne in vita la produzione nel 2010, e di ripubblicarlo sia come film che come serie TV.
- Genghis Khan - Il grande conquistatore (蒼き狼 地果て海尽きるまで?, Aoki ōkami: Chi hate umi tsukiru made), film del 2007 diretto da Shin'ichirō Sawai, prodotto da Haruki Kadokawa e con la partecipazione di Takashi Sorimachi, Ken'ichi Matsuyama e Sōsuke Ikematsu. Chiamato anche The Blue Wolf: To the Ends of the Earth and Sea, il film è ispirato a un romanzo di Seiichi Morimura, ed è uscito nelle sale cinematografiche giapponesi in concomitanza con l'ottocentesimo anniversario della nascita della nazione mongola.
- Mongol, film del 2007 diretto da Sergej Vladimirovič Bodrov, racconta la vita di Temujin.

### Serie TV
- Genghis Khan, serie TV hongkonghese del 1987 prodotta dalla TVB.
- Genghis Khan, serie TV hongkonghese anch'essa del 1987 prodotta dalla ATV.
- Genghis Khan, serie TV sino-mongola del 2004.

### Videogiochi
- Genghis Khan appare come leader della civiltà mongola in tutti i sette titoli della serie Civilization e nei due Civilization Revolution.
- Appare anche nella campagna mongola di Age of Empires II, strategico in tempo reale per PC.
- È un personaggio giocabile in Deadliest Warrior: Legends, picchiaduro per PlayStation 3 e Xbox360.
- La sua mummia è presente come costume sbloccabile in Uncharted 3: L'inganno di Drake.
- È presente anche un videogioco chiamato Aoki Ōkami to Shiroki Mejika (蒼き狼と白き牝鹿?, "Blue Wolves and White Does"), a cui sono seguiti Genghis Khan (蒼き狼と白き牝鹿・ジンギスカン?, Aoki Ōkami to Shiroki Mejika: Genghis Khan), Genghis Khan II: Clan of the Gray Wolf (蒼き狼と白き牝鹿・元朝秘史?, Aoki Ōkami to Shiroki Mejika: Genchou Hishi) e Genghis Khan: Aoki Ookami to Shiroki Mejika IV (チンギスハーン・蒼き狼と白き牝鹿IV?), tutti pubblicati principalmente per PC e PlayStation.
- È anche il protagonista di una delle due campagne di gioco di Tzar: Excalibur e il Re Artù, videogioco strategico in tempo reale.

### Fumetti
- È anche il protagonista del manga seinen storico Genghis Khan, scritto e creato da Mitsuteru Yokoyama, pubblicato nel 1987 e composto da 42 capitoli in cinque volumi.
- Genghis Khan è anche protagonista del manga Genghis Khan: To The Ends Of The Earth And The Sea, adattamento cartaceo di Genghis Khan - Il grande conquistatore scritto e creato da Higurashi Nakaba e Morimura Seiichi, pubblicato nel 2008 e composto da sei capitoli.

### Libri e romanzi
- Gengis Khan è anche il protagonista dei primi tre libri della pentalogia dedicata ai Mongoli dello scrittore britannico Conn Iggulden, ovvero Il figlio della steppa (2007), Il volo dell'aquila (2008) e Il popolo d'argento (2009).

### Musica
- Il gruppo heavy metal tedesco Running Wild ha pubblicato una canzone titolata Genghis Khan nel loro primo album Gates of Purgatory del 1984.
- Nell'anno 1979 all'Eurovision Song Contest partecipò per la Germania Ovest un gruppo musicale chiamato Dschinghis Khan con la canzone Dschingis Khan[123] dedicata la grande imperatore mongolo, classificandosi 4º con 86 punti.[124]
- È presente nell'album in studio Killers degli Iron Maiden, un brano strumentale che porta il nome di Genghis Khan.
- La canzone Bloodmeat, prima traccia dell’album Fortress del gruppo progressive metal Protest the Hero, ha come tematica principale le temibili invasioni di Genghis Khan.
- Il gruppo power metal Sabaton nel 2025 rilasciò la traccia Hordes of Khan ispirata per l'appunto a Gengis Khan.